# Lamteubee Geupula
Lamteubee Geupula is een bestuurslaag in het regentschap Aceh Besar van de provincie Atjeh, Indonesië. Lamteubee Geupula telt 302 inwoners (volkstelling 2010).